# يوسوكي كوندو
يوسوكي كوندو (باليابانية: 近藤 祐介) (5 ديسمبر 1984 في إيدوغاوا في اليابان – )؛ هو لاعب كرة قدم ياباني سابق كان يلعب كمهاجم.

## وصلات خارجية
- يوسوكي كوندو على موقع رابطة كرة القدم اليابانية للمحترفين (اليابانية)
- يوسوكي كوندو على موقع قاعدة بيانات كرة القدم.إي يو (الإنجليزية)
- يوسوكي كوندو على موقع Soccerway.com (الإنجليزية)
- يوسوكي كوندو على موقع عالم كرة القدم.نت (الإنجليزية)